# 朝日放送テレビ番組一覧
朝日放送テレビ番組一覧（あさひほうそうテレビばんぐみいちらん）では、朝日放送テレビ（ABCテレビ）において放送中、もしくはこれまでに放送した主なテレビ番組の一覧である。
一部には、テレビ朝日系列（ANN）で放送されているものもある。※HDはハイビジョン放送（現在の番組は省略）。

## ニュース番組・情報番組
- ABCニュース
- ABC天気予報
- おはよう朝日です（月 - 金 5:00 - 8:00）
  - おはよう朝日土曜日です（土 6:25 - 8:00）
- キニナリーノ!（木・金 10:25 - 10:30）
- newsおかえり（月 - 金 15:45 - 19:00）
- ココイロ（月 - 金 19:54 - 20:00）
- スタンダップ! （金 2:14 - 2:34）
- 教えて!ニュースライブ 正義のミカタ（土 9:30 - 11:00）
- グッド!モーニング（日 5:50 - 8:30） - テレビ朝日・メ〜テレとの共同制作
- Co.☆ラボ（日  17:55 - 18:00）

### 終了した番組（ニュース・報道）
朝日放送平日午後のワイドショー枠
- ワイドショー・プラスα→バラエティワイド こんな時α→入川保則のほっとワイド→ほっとワイド→ビバ・レディー→晴れ時々たかじん→べかこの自遊時間→ワイドABCDE〜す→ワイドABCでーす みよ缶→わいど!ABC→ムーブ!

土曜朝のワイドショー
- おはようワイド・土曜の朝に
- 土曜だエブリバディ!
- 桂三枝のにゅーすコロンブス
- 海江田万里のパワフルサタデー

夕方の全国ニュース枠
- ANNニュースレーダー
- 朝日新聞テレビ夕刊
- ABCニュースシャトル ANN
- ANNニュース&スポーツ
- 600ステーション
  - 530ステーション
- ステーションEYE

朝日放送テレビのアナウンサーが全国ニュース担当でテレビ朝日に派遣された時期がある。
夕方の関西ローカルニュース枠
- たいむ6→ニュースウェーブABC→ANN 600ステーションABC（ANN 530ステーションABC）→ABC News Report→ワイドABCDE〜す（ワイド630）→ABC NEWSゆう→NEWSゆう+→キャスト ※HD

かつて放送されていたニュース番組
- 朝日新聞ニュース→朝日フラッシュニュース

TBS ネット時からNETとネットを組んでいた唯一のレギュラー番組
- ABCフラッシュニュース JNN→ANN

初代の独特なオープニングタイトル（JNN時代からANN時代初期に使用）は未だにファンが多い。
- ABC天気&ニュース

かつてお昼に放送されていたローカルニュース。
- ニュースファイル23

腸捻転（→ネットチェンジ#近畿広域圏におけるいわゆる大阪準キー局「腸捻転」の解消）解消から半年後にスタートした深夜の最終便ニュース番組。半年間はこの番組で全国ニュースを補完していた。
情報番組系
- 日曜天国
- おはよう6→Oh!天気→おはよう天気です
- ワイドサタデー→わいわいサタデー→週刊!!ワイドABCDE〜す
- メモリアル映像館
- ス・テ・キの扉 ※HD
- 喝采!スクリーン
- 私のスター探検
- ワールド・ナウ
- ザ・コンピニオン
  - ハロー!コンピニオン
- 素敵にドキュメント
- 平成ふしぎ探検隊
- これは知ってナイト
- 興味しんしん丸
- エキスタ女学院
- ベリグ!
- きらっと
- 得するテレビ
  - 新★得するテレビ ホンジャマカな日曜日
- 永遠の恋物語
- きらっと
- かつみ♥さゆりのまるごとおおさか（大阪市広報番組）
- ヒットの泉〜ニッポンの夢ヂカラ!〜
- 見知らぬ関西新発見!みしらん
- 砂羽と可奈子があの街の美味しいギャップ大発見!だけど食堂
- 住まいのダイエット
- e-カンパニTV
- おはようコールABC
- サンデープロジェクト（テレビ朝日との共同制作） ※HD
- サンデーLIVE!!（テレビ朝日・メ～テレとの共同制作）

### ニュース・情報関連項目
- 朝日新聞、オールニッポン・ニュースネットワーク(ANN)、朝日ニュースター、News Access（BS朝日）、ジャパン・ニュース・ネットワーク(JNN)（かつてのニュースネット）
- 乾龍介、宮根誠司、橋下徹

## スポーツ
野球
- 全国高校野球選手権大会中継（1959年 - 1974年はKRT=TBS系列。1975年 - 2019年、2021年以降はNET=テレビ朝日系列。BS朝日でも放送）
  - 速報!甲子園への道（朝日ニュースターでも放送）
  - 熱闘甲子園（テレビ朝日と共同制作）
  - おはよう朝日・甲子園です
- スーパーベースボール
（阪神戦：「虎バン主義」、オリックス戦：「大阪激弾!!」）BS朝日でも随時放送）
※対巨人戦・オールスターゲーム・日本シリーズを全国ネットで放送する際、対巨人戦では新型コロナウイルス感染拡大の影響を受けた2021年を除きノンクレジット扱いを含めてテレビ朝日が制作協力に加わる。2011年に放映権獲得システムが変更されて以降のオールスターゲームはテレビ朝日主導制作（技術面・リアルタイム字幕放送・連動データ放送付加・番組送出も全て担当し、朝日放送テレビは制作協力扱いとなる）で放送する一方、阪神主管の日本シリーズは従前通り朝日放送テレビ主導の制作を継続した。
  - 虎バン（月1回）
  - それゆけ!タイガース（1980年代のビデオナイター中継）

※オリックス主管試合は関西テレビ・テレビ大阪と試合ごと交代でJ SPORTS STADIUMの制作協力を行っており、朝日放送テレビからもアナウンサーを若干名派遣している。またスカイ・Aスタジアムの東北楽天ゴールデンイーグルス主管試合にもアナウンサーを派遣していた（2007年で一度廃止。2010年に部分再開）

ゴルフ
- 日本女子プロゴルフ選手権大会（1974年はTBS系列。1975年以降はNET=テレビ朝日系列）

サッカー
- Jフットニスタ（火 2:14 - 2:39）
- WEリーグ中継（不定期）
- スカパー!Jリーグ中継・ガンバ大阪ホームゲームを2010年より受託制作。朝日放送テレビのスポーツアナウンサー（高野純一、中邨雄二、山下剛、小縣裕介ら）が実況する。（2014年より毎日放送と折半制作）

過去の中継番組
- 全日本大学女子駅伝対校選手権大会（1983年 - 2004年の大阪大会） ※HD
- ABCチャンピオンシップゴルフトーナメント（1971年 - 1974年はTBS系列。1975年 - 2019年、2021年 - 2023年はNET=テレビ朝日系列）

その他
- ABCスポーツニュース ANN
- あゝ甲子園
- あゝプロ野球
- スポーツシャワー〜ヒーローに花束を〜
- キラリ
- チャレンジ・夢・スポーツ
- カミワザ甲子園〜球児へのエール〜
- 夏のチカラ〜球児へのメッセージ〜
- ニッポンを元気に!アスリート応援宣言 Re:スポーツ
- ぺこぱのまるスポ

## バラエティ番組
- ちょいバラ（月曜 1:30 - 1:45・1:45 - 2:00）
- ナイトinナイト
  - なるみ・岡村の過ぎるTV（月曜 23:17 - 翌0:17）
  - 相席食堂（火曜 23:17 - 翌0:17）
  - これ余談なんですけど・・・（水曜 23:17 - 翌0:17）
  - やすとものいたって真剣です（木曜 23:17 - 翌0:17）
  - 探偵!ナイトスクープ （金曜 23:17 - 翌0:12）※解説放送
- らくらく茂（月 13:49 - 14:48）
- 部活ONE!シリーズ
- ふるさと研究所 ふるラボ（月 20:54 - 21:00）
- 一志相伝〜受け継がれる職人の心〜（木 20:54 - 21:00）
- ハタチェ!～トレンドおためし部～（金 0:17 - 0:24）
- 本日はダイアンなり!（金 13:49 - 14:46）
- ザキ山小屋（毎月第2土 1:34 - 2:04）
  - ザキ山小屋 別館（土 0:12 - 0:24）
- LIFE〜夢のカタチ〜（土 11:00 - 11:30）
- ゲストダイアン（土 16:00 - 16:30）
- はじめてのバースデー（土 17:55 - 18:00）
- THE GREATEST SHOW-NEN（日 0:35 - 1:00）
- あなたの代わりに見てきます!リア突WEST.（日 1:00 - 1:30）
- 新婚さんいらっしゃい!（日 12:55 - 13:25、1975年3月まではTBS系列。1975年4月以降はNET=テレビ朝日系列）
- 華丸丼と大吉麺（日 13:25 - 13:55）
- ポツンと一軒家（日 19:58 - 20:56）
  - 人生で大事なことは○○から学んだ - 上記のスピンオフ元
- 朝日グランド花月（週末不定期）

### 終了した番組（バラエティ）
全国ネット番組（TBS 系列）
※は大阪テレビ放送(OTV)時代
- ダイラケのびっくり捕物帖※
- やりくりアパート※
- 蝶々のしゃぼん玉人生※
- やりくり天国
- やりくり三代記
- 青春タックル
- あぁ!!コメディアン
- どろん秘帖
- しゃぼん玉劇場
- 夫婦善哉（末期はNET系列）
- おやじバンザイ
- スチャラカ社員
- てなもんや三度笠
  - てなもんや一本槍
  - てなもんや二刀流
- ごろんぼ波止場
- 今週の花嫁花婿
- 蝶々のすまんだ人生
- てんてこ漫遊記
- マイ・チャンネル!
- ドタンチ親子
- スターばっちりショー
- 地球大爆笑
- お昼のお笑い街道
- ミニミニ社員
- スコッチョ大旅行
- シャボン玉寄席
- いとはんと丁稚どん
- 負けたらあかんぞ!
- 仁鶴・きよしのただいま恋愛中（後期はテレビ朝日系列）
- シャボン玉プレゼント（1971年7月 - 1975年3月はTBS系列、1975年4月 - 1986年3月はテレビ朝日系列）

全国ネット番組（テレビ朝日系列）
- 米朝・メイコの面白日本
- 板東英二のビデオ自慢
- プロポーズ大作戦
- 二郎さんのOh!マイおやじ
- ラブアタック!
- 藤山寛美3600秒→藤山寛美4500秒
- ニコニコ訪問
  - ニコニコ訪問・テレビ親孝行
- パーティー野郎ぜ!
- 極楽テレビ
- テーマはおんな
- 新伍のわがまま大好き
- 満開!ピープルテレビ
- のってシーベンチャー
- あっ!カメラだ
- マンガ人間抱腹Z!!
- 懸賞伝説
- 巨泉の使えない英語
- たけしの万物創世紀
- 親知らずバラエティー 天使の仮面!!
- 大発見!恐怖の法則
- 驚きももの木20世紀
- ターニングポイント
- たけし・所のWA風がきた!
- 現代進行形TV イマジン!
- 弾丸!ヒーローズ
  - 世界の浜田プロジェクト
- サムズアップ人生開運プロジェクト
- 世界プチくら!
- 笑いの金メダル
- 近未来×予測テレビ ジキル&ハイド
- 冒険JAPAN! 関ジャニ∞MAP
- Oh!どや顔サミット
- ペットの王国 ワンだランド
- 世界の村で発見!こんなところに日本人
- たけしの家庭の医学
- これって私だけ?
- 芸能界常識チェック!トリニクって何の肉!?
  - そんなコト考えた事なかったクイズ!トリニクって何の肉!?

MIKI HOUSE提供枠
- 地球大好き!大冒険!
- 地球は僕らの宝島
- 地球キャッチミー

関西ローカル番組（番組により他地域への番組販売あり）
- 道頓堀アワー
- 笑ってゴーゴー
- かねてつトップ寄席
- チビタン笑学校
- デロデロ7
- お笑い花月劇場（TBS・NET→テレビ朝日でも一時期遅れネット）
- 夕やけ笑劇場（NET→テレビ朝日でも一時期遅れネット）
- 和朗亭シリーズ
  - バラエティー和朗亭→ヤング和朗亭
- TV-JACK
- もしかして花月
- 早熟半熟なまたまご
- 爆笑サンドイッチ
- 娘100人ムコ6人?
- 浪花なんでも 三枝と枝雀
- THAT'S MANZAI
- 楽天的ライブ!寝る前に跳べ
- 遊々文珍倶楽部
- 早熟半熟生たまご
- 合コン!合宿!解放区
- 噂のTV通信社 うぉんてっど!→うぉんてっど!（1992年3月30日 - 1994年3月10日[3]）
- ライブ抱腹Z
- 森脇健児の切磋たく丸!!
- ハイヒールのどんなんかな予備校
- ざこば・鶴瓶らくごのご
- ビショップinナイト
- キスした?SMAP
- 堂本剛のDO-YA!
- 七人のサムライ J家の反乱
- ねごとの穴
- YOUごはんまだ?
- 夜のAタイム
- 摩訶不思議 ダウンタウンの…!?
- たけ&モンテショー
- 清貧テレビ
- V・I・ぴ〜
- 笑いの剣
- すんげー!Best10
- PUSH!
- にこいち 〜スーパースター友情列伝〜
- きになるオセロ
- 食べて元気!ほらね
- くりくりぃむ
- 百万馬力
- ゲーム王
- デジタルネバーランド
- トリハダ 〜感じるボロ〜ン〜
- ハジメちゃん〜あなたの大人年齢は?〜
- ブルブルアンタッチャブル※HD
- 週末の探検家〜夢羅針盤〜
- キャくれ家
  - キャくらん
- ハミ出す才能教育バラエティ!! 小籔★スターリオン
- わっしょい!5up
- ホップ!ステップ!シャンプー!
- 地元応援バラエティ このへん!!トラベラー
- 漫才のDENDO
- ノンスタ石田のガクショク!
- 天真爛漫☆セキララ子〜恋敗女子のための幸せ応援バラエティ〜
- 淳とシゲオのド深夜放送 キャー♥ムービーシェアリング
- お説教アイドル 叱るGENJI
  - 叱るJr.
- コヤブ歴史堂〜にゃんたの（秘）ファイル〜
- 千原ジュニアのシュッとしょ!
- ドヨルの妄想族
  - ドヨルのエージェントWEST!
  - エージェントWEST!
- 西川きよしのおしゃべりあるき目です
- ハッキリ5〜そんなに好かれていない5人が世界を救う〜
- きよし・黒田の今日もへぇーほぉー
- がんばれ!元気ッズ
- 天職サーチ 千鳥のジョブラバーズ
- もう少し、嫌な奴
- やすともの恋愛島
- ビーバップ!ハイヒール
- 品評会ばんちょー
- 東野幸治のニッポン強靭化計画
- 最初と最後にはワケがある
- 松本家の休日
- バカサシ〜バカなものサシ〜
- キミもマンガの主人公 週刊ケッカマチ
- 矢作・バカリのソコホル!?〜言われてみれば気になるアレ大調査〜
- 支配人やってみませんか?
- 絶対人間
- ミリオンバイヤー
- フェイクニュースに踊るな〜芸能人メンタル検証〜
- 今ちゃんの「実は…」
- 防犯カメラが捉えた!衝撃コント映像
- ちょいバラ
  - RPGコウテイ君
  - イケメン乙 〜イケメン今日もおつかれさまです〜
  - さらば森田の裏ニッポン極秘会議
  - 離島マルコス
  - つまずく夜は
  - 週刊オオギリマガジン
  - ヒトミシリ酒
  - 今夜くらい脱力させて
- 錦鯉の泳いでいくゼ!
- VSウエストランド
- 遊び追求!イッコタス

日曜笑劇場
- あっちこっち丁稚
- やっさんのはちゃめちゃ捕物帖
- さんまの駐在さん
  - 花の駐在さん（前身）
- The ハタラケ興業
- ファンキー・モンキー 寛平先生が行く!
- 松ちゃん浜ちゃんの純情通り三番街
  - 夕焼けの松ちゃん浜ちゃん（前身）
- なんやモー目茶苦茶屋
- なんじゃそら三人組
- 特ダネ野郎えぇチーム
- 1、2、駐在さんダァ〜!!
- 開運コメディ 今日も大吉!パンパンパン
- なにわ人情コメディ 横丁へよ〜こちょ!
- あったか人情コメディ 湯けむりパラダイス!
- 爆笑ふれあいコメディ こちらかきくけ公園前
- 全快はつらつコメディ お笑いドクター24時!!
- ほっとけ!3人組
- 熱血!人情派コメディ しゃかりき駐在さん

## 特別番組
- エール1.17（阪神・淡路大震災関連番組。主に毎年1月17日の発災時刻5:46前後に放送。平日は『おはよう朝日です』内、土・日曜は単独番組として放送。2009年は放送なし）
- ABCお笑いグランプリ（毎年7月）
  - ABCお笑い新人グランプリ（前身）
- ガラスの地球を救えスペシャル 遊ぼう!水と!太陽と!
- 初笑い浪花の陣（毎年1月2日。2部構成で、1部は12:00 - 14:25、2部は14:30 - 15:55に放送）
- 芸能人格付けチェック
  - 人気者でいこう! - 上記のスピンオフ元
- 緊急!世界サミット "たけしJAPAN"
- M-1グランプリ
- 芸能界旅サークル
- 大改造!!劇的ビフォーアフター
- 所有者不明!!解決!空き家バスターズ
- おしょうバズTV（テレビ朝日と共同制作）
- CHEF-1グランプリ
- Q-1 ～U-18が未来を変える 研究発表 SHOW～

過去に放送された特別番組
- ABCホリデーワイド
- 金曜ファミリープレゼント
- サンデーデラックス（テレビ朝日との交互制作）
- 火曜プライム（テレビ朝日との交互制作）
- 明石家くりぃむランド 〜新キャラの王国〜
- 一攫千金ヤマワケQ! "責任者はお前だ!"
- 福娘大集合!
- 世界の子供がSOS!THE★仕事人バンク マチャアキJAPAN
- 明石家さんまのコンプレッくすっ杯
- KAMIWAZA〜神芸〜
- 爆笑問題&日本国民のセンセイ教えて下さい!（テレビ朝日と共同制作）
- 志村&所の戦うお正月（テレビ朝日と共同制作）
- ニッポン大予想
- シークレットゲームショー（2020年3月14日放送、後に大分朝日放送・広島ホームテレビ・東日本放送などでも放送された）
- DRAGON CHEF

## クイズ

### 終了した番組（クイズ）
タケダ提供枠
- 三角ゲーム・ピタゴラス
- 世界一周双六ゲーム

その他
- ベルトクイズQ&Q

（TBS 系列時代の1969年度の一時期、水曜に限り朝日放送テレビ製作で放送された。
その後番組自体は継続するが朝日放送テレビ製作の水曜もTBSに製作枠を返上し、腸捻転解消までネットした）
- 3・3が9イズ（TBS系列時代）
- 爆笑大学 ただ今授業中（TBS系列時代）
- ラッキークイズ さあどっち?（TBS系列時代）
- 霊感ヤマカン第六感

（最初期=腸捻転解消直前の半年間はTBS系列→ローカル枠に降格→テレビ朝日系列で全国ネット再開）
- 結婚ゲームシリーズ
  - 三枝の大マジメ!?結婚ゲーム→三枝の結婚ゲーム
- 三枝の国盗りゲーム
- メロディアタック
- クロスワードクイズ・Theエイリアン
- ヒラメキ大作戦
- 夫婦でドンピシャ!
- 電話でドン!→生クイズ・夫婦でドン!
- クイズ仕事人→クイズバトルロイヤル待ったあり!
- 浜村淳の夫婦でありがとう
- ABOBAゲーム
- ファミリー対抗 親子でバッチリ
- 文珍・頭の新体操→文珍なぞなぞランド
- クイズなんでも一番館
- 新伍のワンズ・アホナ・タイム
- あっちこっちマッチ
- おっちゃんVSギャル（ナイトinナイト火曜）
- クイズ!紳助くん（ナイトinナイト月曜）
- 世界痛快伝説!!運命のダダダダーン!
  - 世界痛快伝説!!運命のダダダダーン!Z
- 石坂浩二の世界のうらもおもても
- クイズ地球の歩き方
- 闘え!脳筋カップルズ
- THE ビッグ!（THE ビッグ・チャンス!）
- 知ってるor知ったか?クイズ!バレベルの塔
- 八方・きん枝のチェック・ザ・芸能界
- 山里亮太のまさかのバーサーカー
- ひらめけ!冒険キッズ ナゾトキ×ランプ 3つのハテナ
- プロジェクトQ
- パネルクイズ アタック25

（放送開始から2021年9月26日まではテレビ朝日系列→2022年3月27日にBSJapanextで『パネルクイズ アタック25 Next』のタイトルで再開、BS10にチャンネル名変更と放送開始50周年となった2025年4月6日より『BS10 パネルクイズ アタック25』に改題）
- THEランク（単発）

### クイズ関連項目
- クイズ番組、フランキー堺、児玉清、東リ、武田薬品工業、BSJapanext

## クッキング
- DAIGOも台所〜きょうの献立何にする?〜（月 - 金 13:30 - 13:45）
- 速水もこみちの食材探求ロードムービー 頂!キッチン（日 10:50 - ）

### 終了した番組
- 金子信雄の楽しい夕食
- 料理手帖
- 林ん家の台所
- ザ・包丁人
- 美味彩菜
- 桂南光のこちら夢通り
- 味の招待席
- ドヨルの粉モンクエスト
  - ドヨルのご当地モンクエスト
- 至福のとき〜プレミアムマルシェ〜
- 美味しい百景〜アシタノゲンキ〜
- これがYAKUZEN〜プロも驚く!追立流カンタン薬膳料理〜
- 上沼恵美子のおしゃべりクッキング
- 脇役食材のバズレシピ

### クッキング関連項目
- 金子信雄、林繁和、上沼恵美子

## 音楽
- ミューパラTV（月 1:57 - 2:17)
- MUSIC BOX -3Minutes-（火・水 0:17 - 0:24）
- GAKUON!（早朝）

### 終了した番組
- コンビでいこう!
- 全国対抗歌合戦
- うたえちびっこ!ガッテンだ!
- サウンドメッセージ
- ヤング歌謡大賞・新人グランプリ
- MTV:Music Television
- 紳助のMTVクラブ→CLUB紳助
- ヤングプラザ（関西ローカル）
- ハロー!ヤング
- 金之玉手箱
- ミューパラ特区
- musicる TV KANSAI
- THAT'S ENKA TAINMENT〜ちょっと唄っていいかしら?〜
- MUSIC FILE（全曜日 深夜クロージング直前に放送。）

## ドラマ
- 暮らそう、オンネラと。〜おうちがラクになるショートドラマ〜（土 13:26 - 13:28）
- こんばんは、朝山家です。（日 22:15 - 23:09）
- グラぱらっ!（ドラマL、月 0:10 - 0:40）

### 終了した番組
シリーズ化作品（※の作品はTBS 系列時代に放映された）
- 部長刑事シリーズ（1975年3月まで※）

関西ローカルで放送された（一部の局にも番組販売）、刑事ドラマの草分け的存在。大阪ガスの1社提供番組。スタート当初から土曜日の19:30 - 20:00に放送され、ANN系列に移行後も放送時間を変えずにそのまま放送された。末期は土曜日の18:30 - 19:00に放送された。
- 近鉄金曜劇場（TBSテレビ・北海道放送・CBCテレビ・RKB毎日放送と持ち回りで制作）※
- 女の絶唱シリーズ
- お荷物小荷物シリーズ（沖縄編・カムイ編）※
- 必殺シリーズ（1975年3月まで※。テレ朝チャンネル1などでも放送）
- 日本の嫁シリーズ※
  - 嫁ふたり→嫁の縁談→嫁チャンポン→嫁サこらんしょ
- 二人の事件簿シリーズ
  - TOKYO DETECTIVE 二人の事件簿→新・二人の事件簿 暁に駆ける（『新〜』はNET・HTB・KHB・NBN・UHT・KSB・KBCが制作に参加）
- おくどはんシリーズ（全2作）
- ザ・ハングマンシリーズ
- 赤かぶ検事奮戦記シリーズ
- 女捜査官シリーズ
  - 女捜査官→新・女捜査官→人妻捜査官→女ふたり捜査官
- おみやさんシリーズ
  - 迷宮課刑事 おみやさん→六本木ダンディーおみやさん
- ダウンタウン探偵組シリーズ（全2作）
- シリーズ結婚白書 結婚・私が好きですか
- お姉さんの朝帰りシリーズ（全2作）
- 第1話シリーズ（全2作）
- 土曜ナイトドラマ
  - 女と男と物語I〜III、人が殺意を抱くとき、恋するベトナム、17才夏。、よろず刑事

連続ドラマ
- 火曜ドラマリーグ
  - 青春オフサイド!女教師と熱血イレブン
  - 真夜中を駆けぬける
  - 湯けむり女子大生騒動
- 火曜ドラマ
  - お父さんは心配症（岡田あーみん原作）
  - 先生はワガママ
  - 八神くんの家庭の事情（楠桂原作）
  - 恋人をつくる100の方法
  - SALE!
  - Change!
- 朝日放送制作火曜9時枠の連続ドラマ
  - 裏刑事-URADEKA-
  - 豆腐屋直次郎の裏の顔
  - 往診ドクター事件カルテ
  - ホテルドクター
- 朝日放送・テレビ朝日金曜9時枠の連続ドラマ（2006年4月から2011年3月まではテレビ朝日と共同制作）
  - 東京メグレ警視シリーズ（ANB・HTB・KHB・NBN・UHT・KSB・KBCが制作に参加）
  - チェックメイト78
  - 見知らぬ恋人
  - なさけ坂旅館
  - 京都マル秘指令 ザ新選組
  - 特命刑事ザ・コップ
  - 富豪刑事デラックス
  - レガッタ〜君といた永遠〜
  - 家族〜妻の不在・夫の存在〜
  - 松本清張・最終章 わるいやつら
  - 生徒諸君!
  - 女帝
  - オトコの子育て
  - 4姉妹探偵団
  - パズル
  - ロト6で3億2千万円当てた男
  - ギラギラ
  - コールセンターの恋人
  - アンタッチャブル〜事件記者・鳴海遼子〜
  - 宿命1969-2010 〜ワンス・アポン・ア・タイム・イン・東京〜
  - 警視庁失踪人捜査課
  - 崖っぷちのエリー〜この世でいちばん大事な「カネ」の話〜
  - 検事・鬼島平八郎
  - 悪党〜重犯罪捜査班
- 朝日放送テレビ制作日曜10時枠の連続ドラマ
  - 日曜の夜ぐらいは…
  - 何曜日に生まれたの
  - たとえあなたを忘れても
  - アイのない恋人たち
  - ミス・ターゲット
  - 素晴らしき哉、先生!
  - マイダイアリー
  - フォレスト
  - いつか、ヒーロー

- ドラマL
  - 声ガール!
  - 幸色のワンルーム
  - 深夜のダメ恋図鑑
  - パーフェクトクライム
  - 神ちゅーんず 〜鳴らせ!DTM女子〜
  - ランウェイ24
  - Re:フォロワー
  - この男は人生最大の過ちです
  - 年下彼氏
  - ステイナイトミステリー
  - マリーミー!
  - 3Bの恋人 絶対に付き合ってはいけない男たちとの危険な恋物語
  - ジモトに帰れないワケあり男子の14の事情
  - 痴情の接吻
  - それでも愛を誓いますか?
  - 封刃師
  - 恋に無駄口
  - 彼女、お借りします（アニメ版はMBSで放送）
  - 推しが武道館いってくれたら死ぬ
  - ひともんちゃくなら喜んで!
  - ガチ恋粘着獣
  - around1/4 アラウンド・クォーター
  - 18歳、新妻、不倫します。
  - セレブ男子は手に負えません
  - シュガードッグライフ
  - 離婚後夜
  - トーキョーカモフラージュアワー
- ドラマ+
  - 僕らは恋がヘタすぎる
  - ミヤコが京都にやって来た!
  - ももいろ あんずいろ さくらいろ
  - 結婚できないにはワケがある。
  - ムショぼけ
  - ハレ婚。
  - 全力!クリーナーズ
  - OTHELLO
  - 青春シンデレラ
  - アカイリンゴ
- その他
  - 霧の感情飛行
  - それゆけ!レッドビッキーズ（第53話よりテレビ朝日から制作を引き継いだ）
  - ニュードキュメンタリードラマ昭和 松本清張事件にせまる（大半はテレビ朝日が制作）
  - チア☆ドル
  - ＃セルおつ
  - KBOYS
  - ハケンのキャバ嬢・彩華 - AbemaTVとの共同制作
  - サウナーマン〜汗か涙かわからない〜
  - 壁サー同人作家の猫屋敷くんは承認欲求をこじらせている
  - 恋する＃イケカジ〜となりのオンネラくん〜
  - なにわの晩さん! 美味しい美味しい走り飯
  - サブスク彼女
  - ●●ちゃん
  - こういうのがいい
  - 恋愛革命

TBS系列時代の連続ドラマ
- ちんどん屋の天使
- 釜ヶ崎
- バックナンバー333
- 過去深きひと
- モウモウ湯繁盛記
- シャボン玉ミコちゃん
- 花の番地
- いつか青空
- 小さな目
- あなた事件よ!
- 人生の並木路
- 青春をぶっつけろ!（自社では火曜 19:30 - 20:00。TBSをはじめとした系列局では土曜 19:30 - 20:00に先行ネット）
- 独り泣くひと
- 女の旅路
- たすきをかけた女
- 友禅川
- どんチッチ
- 華々しい女
- いずれ花嫁
- どじょっこさん
- 娘ざかり
- お多江さん
- 台風娘がやって来た
- 目の上のタンコブ
- おやじ火山
- おも舵とり舵
- 白雪姫と七人の悪党たち
- 君たちは魚だ
- 月火水木金金金
- バリバリ娘奮闘記
- 豆腐屋の四季
- 金太郎の孫
- まごころ
- だまって坐れ
- 負けられません!
- ヒトリで決めます!
- 喧嘩は絶対いたしません!
- 入ってまあす!
- 新十郎捕物帖・快刀乱麻
- 花王 愛の劇場（TBS[1] 系列時代に15分遅れで放映された）
  - 三百六十五夜
  - 新妻鏡
  - 若きいのちの日記
  - 君は心の妻だから
  - 女のうず潮

土曜ワイド劇場枠（一部作品はBS朝日、テレ朝チャンネル1などでも再放送）
- 京都殺人案内
- 京都妖怪地図
- 片岡孝夫の好青年探偵シリーズ
- 混浴露天風呂連続殺人
- 弁護士・今田一平
- 新・赤かぶ検事奮戦記
- はみだし弁護士・巽志郎
- 京都の芸者弁護士事件簿
- 京都B級グルメ殺人
- 花吹雪美人スリ三姉妹
- ダイエット三姉妹の旅情事件簿
- 京都マル秘仕置帖→京都マル秘仕事人
- キソウの女
- ハラハラ刑事
- 京都のテミス女裁判官
- 炎の警備隊長・五十嵐杜夫
- 眼科医 小室瞳の推理カルテ
- 温泉 (秘) 大作戦
- ショカツの女〜新宿西署・刑事課強行犯係
- デパート仕掛け人!天王寺珠美の殺人推理
- 天才刑事・野呂盆六
- 刑事殺し
- 100の資格を持つ女
- 遺品の声を聴く男
- 特ダネ (秘) 記者!嘉門公平の殺人取材

その他の長時間ドラマ
- 額田女王（ABC創立30周年記念番組。1980年3月14日・15日の2夜連続で放送）
- サントリーミステリー大賞（1983年 - 2003年）
- 女の一生（ABC創立35周年記念番組。1985年3月1日・2日の2夜連続で放送）
- 京大アメリカンフットボール部誕生秘話 君に涙は似合わない（1988年3月29日放送）
- 向い風の朝 愛と追憶のエアポート
- 静寂の声（1990年12月22日21:02 - 翌12月23日00:21放送。）[4]
- 忍者がえし水の城 宇都宮釣り天井の謎
- 大追跡! 江戸〜上州〜みちのく〜四国
- 仲蔵狂乱
- さよならが言えなくて（2009年9月18日放送）
- 奇跡のバックホーム（2022年3月13日放送）

時代劇（「必殺シリーズ」以外。いずれもTBS系列時代に放映された）
- 助左衛門四代記
- 元禄一代女
- 伝七捕物帳（高田浩吉主演、朝日放送テレビ初のカラー制作の連続スタジオドラマ）
- 悪一代
- 天保つむじ風
- 魔像・十七の首
- 戦国艶物語
- 織田信長
- 高杉晋作
- 風雲真田城
- わんぱく砦
  - 無敵!わんぱく
- 神州天馬侠
- 海の次郎丸
- 黒い編笠
- 白頭巾参上
- 女人平家
- おしどり右京捕物車
- 斬り抜ける（後期は『斬り抜ける・俊平ひとり旅』に改題）

特撮
- 好き! すき!! 魔女先生（TBS[1]系時代）

海外ドラマ
- オーソン・ウェルズ劇場
- インディ・ジョーンズ/若き日の大冒険
- The O.C. - 関西圏では日本テレビ系の読売テレビではなく、朝日放送テレビで放送されている。
- 笑うハナに恋きたる
- クローザー
- スターな彼
- One Tree Hill
- ホワイトカラー “知的”犯罪ファイル
- 愛∞無限
- パフェちっく!〜スイート・トライアングル〜
- Lie to me〜嘘の瞬間
- ニキータ
- アンフォゲッタブル 完全記憶捜査（シーズン1）
- リベンジ（シーズン1〜3）
- ARROW/アロー（シーズン1）
- THE BLACKLIST/ブラックリスト（シーズン2迄）
- スキャンダル 託された秘密（シーズン2迄）
- レバレッジ 〜詐欺師たちの流儀（シーズン1）
- アンダー・ザ・ドーム（シーズン2迄）
- グッド・ワイフ（シーズン1）

推理ドラマ（数年に1度）
- 安楽椅子探偵

## 再放送枠
土曜ワイド劇場の再放送
- おひるのワイド120（土 13:28 - 15:30）

連続ドラマの再放送
- プレミアムワイド（月 14:45 - 14:45、火 - 金 13:45 - 15:45）

## アニメ
- 日々は過ぎれど飯うまし（ANiMiDNiGHT!!!、木 2:45 - 3:15）
- GUILTY GEAR STRIVE: DUAL RULERS（水曜アニメ＜水もん＞、木 2:45 - 3:15）
- 俺は星間国家の悪徳領主!（ANiMAZiNG!!!、日 2:00 - 2:30）
- キミと僕の最後の戦場、あるいは世界が始まる聖戦 Season II（ANiMAZiNG2!!!、日 2:30 - 3:00）
- キミとアイドルプリキュア♪（東映アニメーション制作、日 8:30 - 9:00）

### 終了した番組（アニメ）
火曜19時30分枠
- みつばちマーヤの冒険（1982年の「新みつばちマーヤの冒険」はテレビ大阪で制作・放送）
- ピコリーノの冒険
- シートン動物記 くまの子ジャッキー
- 女王陛下のプティアンジェ
- 星の王子さま プチ・プランス

木曜19時枠
- ハーイあっこです
- クッキングパパ（2008年の実写版ドラマはKTVで放送）
- H2
- ガミー・ベアの冒険
- 魔法陣グルグル
- 怪盗セイント・テール

土曜19時枠
- 海のトリトン
- ど根性ガエル（後に「子供アニメ大会」等で何度も再放送された。2015年の実写版ドラマはytvで放送。）

（以上の2番組はTBS系時代に放映された）
- はじめ人間ギャートルズ（腸捻転解消前後の番組。1974年10月 - 1975年3月はTBS系、1975年4月 - 1976年3月はNET系）
- 超合体魔術ロボ ギンガイザー
- 若草のシャルロット
- はいからさんが通る
- シートン動物記 りすのバナー
- こぐまのミーシャ
- おはよう!スパンク
- とんでモン・ペ
- レディジョージィ
- とんがり帽子のメモル（1984年9月まで、同年10月以降は日曜8:30枠へ移動）
- GARACTIC PATOROL レンズマン
- 夢の星のボタンノーズ
- 光の伝説

日曜2:00 - 2:30（ANiMAZiNG!!!枠）
- いわかける! -Sport Climbing Girls-
- SK∞ エスケーエイト
- 美少年探偵団
- ジャヒー様はくじけない!
- 怪人開発部の黒井津さん
- 可愛いだけじゃない式守さん
- 最近雇ったメイドが怪しい
- 4人はそれぞれウソをつく
- 老後に備えて異世界で8万枚の金貨を貯めます
- 異世界召喚は二度目です
- 実は俺、最強でした?
- ポーション頼みで生き延びます!
- 最強タンクの迷宮攻略〜体力9999のレアスキル持ちタンク、勇者パーティーを追放される〜
- となりの妖怪さん
- パーティーから追放されたその治癒師、実は最強につき
- 魔法つかいプリキュア!!〜MIRAI DAYS〜

日曜8:30 - 9:00（朝日放送テレビ制作日曜朝8時30分枠のアニメ）
- はーい!ステップジュン
- メイプルタウン物語
  - 新メイプルタウン物語 パームタウン編
- ビックリマン
  - 新ビックリマン
  - スーパービックリマン
- まじかる☆タルるートくん
- GS（ゴーストスイーパー）美神
- ママレード・ボーイ
- ご近所物語
- 花より男子
- 夢のクレヨン王国
- おジャ魔女どれみシリーズ
- 明日のナージャ

- プリキュアシリーズ
  - ふたりはプリキュア
    - ふたりはプリキュアMax Heart

  - ふたりはプリキュア Splash Star
  - Yes!プリキュア5
    - Yes!プリキュア5GoGo!

  - フレッシュプリキュア!
  - ハートキャッチプリキュア!
  - スイートプリキュア♪
  - スマイルプリキュア!
  - ドキドキ!プリキュア
  - ハピネスチャージプリキュア!
  - Go!プリンセスプリキュア
  - 魔法つかいプリキュア!
  - キラキラ☆プリキュアアラモード
  - HUGっと!プリキュア
  - スター☆トゥインクルプリキュア
  - ヒーリングっど♥プリキュア
  - トロピカル〜ジュ!プリキュア
  - デリシャスパーティ♡プリキュア
  - ひろがるスカイ!プリキュア
  - わんだふるぷりきゅあ!

その他
- ふしぎなメルモ（TBS系時代に放映、朝日放送テレビ初の自社制作アニメ）
- ゴワッパー5 ゴーダム（前半のみ。後半はNETへ制作が移行）
- リトル・ルルとちっちゃい仲間
- グリム名作劇場（1987年10月 - 1988年3月）
  - 新グリム名作劇場（1988年10月 - 1989年3月）
- トッポ・ジージョ（1988年版）
- スパイダーマン 新アニメシリーズ
- 食パンミミー

ローカル放送の深夜枠（外部製作UHFアニメは除く）
- ガラスの艦隊 （朝日放送テレビ初の自社製作深夜アニメ）
- 銀色のオリンシス ※HD （メ〜テレと共同製作）
- 幻影ヲ駆ケル太陽 ※HD
- Free!シリーズ
  - Free!-Eternal Summer- ※HD
- アルドノア・ゼロシリーズ（TOKYO MX・BS11と共同製作） ※HD
- サーバント×サービス ※HD
- がんばれ! おでんくん（メ〜テレと共同製作）
- プラスティック・メモリーズ（BS11・AT-Xと共同製作） ※HD
- GANGSTA.（TOKYO MXと共同製作） ※HD
- 学戦都市アスタリスクシリーズ（アニマックスと共同製作）※HD
- 無彩限のファントム・ワールド
- 灰と幻想のグリムガル（AT-Xと共同製作）
- キズナイーバー（BS11と共同製作）
- 開運キンタマーニドッグ（同局傘下のABCフロンティア[5]製作参加）
- お昼のショッカーさん（同局傘下のABCフロンティア製作参加）
- マッドトイチャッティ（同局傘下のABCフロンティア製作参加）

（以下同局傘下のABCアニメーション製作）
- B-PROJECT〜鼓動*アンビシャス〜
- orange
- クオリディア・コード
- Occultic;Nine -オカルティック・ナイン-
- 小林さんちのメイドラゴンシリーズ
- Re:CREATORS
- サクラクエスト
- アイドルマスター SideM
- ダーリン・イン・ザ・フランキス
- ヴァイオレット・エヴァーガーデン
- グランクレスト戦記
- 青春ブタ野郎はバニーガール先輩の夢を見ない
- ベルゼブブ嬢のお気に召すまま。
- この世の果てで恋を唄う少女YU-NO
- 賢者の孫
- 放課後さいころ倶楽部
- 球詠
- 本好きの下剋上 司書になるためには手段を選んでいられませんシリーズ
- 私、能力は平均値でって言ったよね!
- 痛いのは嫌なので防御力に極振りしたいと思います。シリーズ
- 宇崎ちゃんは遊びたい!シリーズ
- キミと僕の最後の戦場、あるいは世界が始まる聖戦
- 神様になった日
- エビシー修業日記
- バック・アロウ
- 迷宮ブラックカンパニー
- ヴィジュアルプリズン
- 東京24区
- リコリス・リコイル
- Engage Kiss
- 氷属性男子とクールな同僚女子
- ツルネ -つながりの一射-
- Buddy Daddies
- 新しい上司はど天然
- 最弱テイマーはゴミ拾いの旅を始めました。
- 戦国妖狐
- きのこいぬ
- 妖怪学校の先生はじめました!
- マーダーミステリー・オブ・ザ・デッド

（以下同局傘下のDLE製作。グループ入り以降の作品のみを対象とする）
- 耐え子の日常（第1期のみ。朝日放送テレビ自身も共同で製作参加）
- 猫ジョッキー

## 紀行
- キラメキのちから（月 23:10 - 23:17）
- 朝だ!生です旅サラダ（土 8:00 - 9:30）
- ほな行こcar!〜寄りみちドライブ〜（日 20:56 - 21:00）

### 終了した番組
- くらしの泉
- スター万国博評判記
- わたしは旅をする
- 女ひとり旅
- 竹村健一の食卓外交
- 世界名画の旅
- ゆらり海遊記
- 旅の街から
- 旅はデリシャス
- いい話みつけ旅
- 住めば地球
- 旅に夢中
- 旅くらべ決定版
- 気分はワイルド 〜飛び出せ大自然へ〜
- 探検王国 そんなことアルマジロ
- にっぽん菜発見 そうだ、自然に帰ろう
- 歴史街道
- 東西芸人いきなり!2人旅
- ジモイチドライブ〜地元の一番でおもてなし旅〜

## 通販
- 買いなび（木・金 9:55 - 10:25）
- 3つ星ショッピング
- テレビショッピングスペシャル（平日〈月1-2回、不定期の〉9:58 - 10:53[6]、ジャパネットたかたの生放送〈『生放送テレビショッピング』〉および「買いなび」の派生番組〈『買い物上手な女A』等〉として放送）
- すこナビ（すこやかナビゲーション）（土 4:50 - 5:20、）
- Jショップスタジオ(ジャパネットたかたテレビショッピング)（金曜未明〈木曜深夜〉に放送）
- 三文の得ショッピング
- OLMショッピング (ショップジャパン)
- 健康おススメセレクション
- ダイレクトショッピング
- 健康お届け便
- 浦川＆ナジャのウラのウラまで失礼します

### 終了した番組
- せのぶら本舗
- せのぶら!
- ABCテレビショッピング
- テレコンワールド
- 鬼嫁厳選!コレええねん。
- おおきにGoodチョイス!（2009年9月末をもって放送終了。）
- ヤマダ電機TVショッピング
- 評判!なかむら屋
- おはようマーケット!!〜朝から喜びをお届け〜
- 珠代の得々朝市
- プライムショッピングええもん市場（日曜早朝）

## その他
- マンスリーABC（毎月最終土 5:08 - 5:20）
- 緊急警報放送テスト（毎月最終月曜 2:57 - 2:58）

民間放送教育協会共同制作番組
- 日本のチカラ（土 5:20 - 5:50）

特別番組
- フリーチャンネル（金曜深夜）
- あさひグランド花月

### 終了した番組
- 天皇の世紀（ドラマとドキュメンタリーの2部構成）

民間放送教育協会共同制作番組
- 親の目・子の目（MBSテレビ→サンテレビ・KBS京都・テレビ和歌山→朝日放送）
- 生きる×2
- いきいき!夢キラリ
- 発見!人間力
- 学びEye!
- 日本!食紀行

トーク番組
- パイプのけむり
- 稲尾Q談
- 志ん朝のチャレンジQ
- ボイズンガルズ
- 公造のいえ
- 公造とアナアナ
- 紗綾さーやるぞ※HD

番宣番組
- 朝!ABC

## テレビ朝日系列局制作・時差ネット番組
- 世界の車窓から（火・水 23:10 - 23:17）
- 関ジャム 完全燃SHOW（月 1:00 - 1:57）※2022年3月28日で時差ネットは再度解消。
- 激レアさんを連れてきた。（スーパーバラバラ大作戦、火 0:30 - 1:02）※テレビ朝日より1時間15分遅れで時差ネット。
- キョコロヒー（スーパーバラバラ大作戦、火 1:02 - 1:32）※テレビ朝日より1時間15分遅れで時差ネット。
- ぼる部屋（火 1:38 - 2:14） - 九州朝日放送制作
- ワールドプロレスリング（火 2:39 - 3:09）
- ロンドンハーツ（スーパーバラバラ大作戦、水 0:30 - 1:02）※テレビ朝日より1時間15分遅れで時差ネット。
- 証言者バラエティ アンタウォッチマン!（スーパーバラバラ大作戦、水 1:02 - 1:32）※テレビ朝日より1時間15分遅れで時差ネット。
- おぎやはぎのハピキャン（水 1:38 - 2:14） - メ〜テレ制作
- musicる TV（水 2:31 - 3:01）
- おしえて!四千頭身（水 4:17 - 4:30） - 北陸朝日放送制作
- かまいガチ（スーパーバラバラ大作戦、木 0:30 - 1:02）※テレビ朝日より1時間15分遅れで時差ネット。
- くりぃむナンタラ（スーパーバラバラ大作戦、木 1:02 - 1:32）※テレビ朝日より1時間15分遅れで時差ネット。
- タモリ倶楽部（木 1:38 - 2:14）
- アメトーーク!（ネオバラエティ、金 0:30 - 1:32）※テレビ朝日より1時間15分遅れで時差ネット。
- テレビ千鳥（金 1:38 - 2:14）[7][8]
- 港時間（金 23:10 - 23:17）
- 金曜ナイトドラマ（土 0:24 - 1:24）※テレビ朝日より1時間9分遅れで時差ネット。
- 題名のない音楽会（土 6:00 - 6:30）※テレビ朝日より4時間先行で時差ネット
- なにわ男子の逆転男子（土 16:00 - 16:30）※テレビ朝日より30分遅れで時差ネット
- あざとくて何が悪いの?（日 1:00 - 1:30）※テレビ朝日より6日と1時間5分遅れ。
- テレメンタリー（日 4:50 - 5:20、ANN系列24局が持ち回りで制作）※テレビ朝日より25分遅れで時差ネット。
- バスケ☆FIVE〜日本バスケ応援宣言〜（日 5:20 - 5:35）
- ラブ!!Jリーグ（日 5:35 - 5:50）

## 腸捻転解消でMBSテレビから移行したネット番組
- ANNニュース（時間帯により『ABCニュース』・『ABCフラッシュニュース』と改題）
- モーニングショー
- アフタヌーンショー
- 13時ショー
- 魔女っ子メグちゃん（末期=最後の半年間のみ）
- ビッグワイド60分
- ポーラ名作劇場
- カリメロ（MBSテレビでの放送分の再放送も実施）
- 破れ傘刀舟悪人狩り（MBSテレビでの放送分の再放送も実施）
- ベスト30歌謡曲
- 日本歌謡大賞（テレビ朝日制作分）
- 特別機動捜査隊
- クイズタイムショック
- ナショナルゴールデン劇場（MBSテレビでの放送分の再放送も実施）
- 非情のライセンス（第2シリーズの途中から）
- がんばれ!!ロボコン（MBSテレビでの放送分の再放送も実施）
- ワールドプロレスリング（関西地区開催試合の制作協力も移行）[9]
- 土曜映画劇場
- 題名のない音楽会
- おかずのクッキング
- 象印スターものまね大合戦
- 日曜洋画劇場
- KBCオーガスタゴルフトーナメント（九州朝日放送制作、1975年の第3回以降）
- その他、腸捻転時代にMBSテレビ・サンテレビ・KBS京都・テレビ和歌山で放送されたNET系番組（『魔法使いサリー』『魔法のマコちゃん』『デビルマン』など）の再放送も相当数実施している。

## 腸捻転解消でサンテレビ・KBS京都から移行したネット番組
- あまから問答（総理府(現・内閣府)提供）
- にっぽんの歌
- 末廣演芸会
- 大相撲ダイジェスト（MBSテレビ→サンテレビ・KBS京都→朝日放送テレビと変遷）

## 腸捻転時代に放送されていたTBS系列のネット番組（大阪テレビ時代のものを含む）
☆はMBSテレビにネット移行した番組。
- ☆JNNニュース（朝日放送テレビがネットした時代は時間帯により『ABCニュース JNN』に改題。MBSテレビへの移行後は改題を廃止）
- ☆JNNニュースコープ
- ☆JNNニュースデスク
- ☆JNNフラッシュニュース（朝日放送テレビがネットした時代は『ABCフラッシュニュース JNN』に改題。MBSテレビへの移行後は改題を廃止）
- ☆輝く!日本レコード大賞
- ☆時事放談
- ☆奥さま広場
- キッチンパパ（後番組『キッチンパトロール』からMBSテレビに移行）
- おはよう・にっぽん
- モーニングジャンボ
  - JNNニュースショー
  - ☆おはよう地球さん
  - ☆奥さま8時半です
- ☆8時の空
- ☆3時にあいましょう
- ☆8時だョ!全員集合
- ☆ナショナル劇場（MBSテレビではネットチェンジ以前の作品の再放送も実施）
- ☆東芝日曜劇場（単発ドラマ時代はJNN基幹局で持ち回り制作しており、朝日放送テレビ→MBSテレビも制作していた）
- ☆ブラザー劇場（『刑事くん』第4シリーズの途中よりMBSテレビに移行。MBSテレビではネットチェンジ以前の作品の再放送も実施）
- ☆月曜ロードショー
- ☆ベルトクイズQ&Q（初年度の水曜放送分のみ朝日放送テレビ制作）
- ☆世界の結婚式（スポニチテレビニュース社との共同制作。腸捻転時代も編成によりMBSテレビで放送）
- 日真名氏飛び出す
- ポーラ婦人ニュース（ラジオ東京テレビ→TBSテレビと朝日放送テレビの共同制作）→☆ポーラテレビ小説
- ☆兼高かおる世界の旅
- ☆オーケストラがやってきた（関西地区での公開録画時はテレビマンユニオン・TBSテレビと朝日放送テレビ→MBSテレビが共同制作していた）
- ☆家族そろって歌合戦（制作がJNN各局持ち回りのため、関西地区での公開録画時は朝日放送テレビ→MBSテレビが制作していた）
- ☆みんなで出よう55号決定版!→55号決定版!（制作がJNN各局持ち回りのため、関西地区での公開録画時は朝日放送テレビ→MBSテレビが制作していたが、朝日放送テレビでは土曜18:00からの遅れネットだったため、制作局となった場合はTBSテレビ他では先行ネットとなった。MBSテレビへの移行後は火曜19:30から同時ネット）[10]
- ☆ロッテ 歌のアルバム
- ☆金曜ドラマ
- ☆お笑い頭の体操（朝日放送テレビでは火曜19:30から放送。MBSテレビ移行後は同時ネット）
- ☆愛の劇場（開始当初は朝日放送テレビ制作だったが、途中からTBSテレビ制作に移行）
- ☆CBC制作昼の連続ドラマ
- ☆キックボクシング中継
- ☆サウンド・イン"S"
- ☆世界の子供たち
- ☆せんみつ・湯原ドット30（朝日放送テレビでは同時ネットだったが、MBSテレビへの移行後は遅れネット）
- ☆圭三訪問
- タケダアワー（作品により再放送はMBSテレビでも実施）
  - 月光仮面
  - ウルトラQ
  - ウルトラマン
  - キャプテンウルトラ
  - 怪奇大作戦
  - ウルトラセブン
  - 柔道一直線
  - アイアンキング他
- 「タケダアワー」枠以外の「ウルトラシリーズ」（再放送はMBSテレビでも実施）
  - 帰ってきたウルトラマン
  - ウルトラマンA
  - ウルトラマンタロウ
  - ウルトラマンレオ
- TBS歌謡曲ベストテン
- TBS歌のグランプリ
- ヤング720（土曜日版は、朝日放送テレビ制作）
- キイハンター→アイフル大作戦→☆バーディー大作戦
- 名犬ラッシー（朝日放送テレビでは3日遅れの火曜19:30から放送）
- とってもシアワセ→窓からコンチワ→こりゃまた結構（朝日放送テレビでは3日遅れの火曜19:30から放送）
- 北から南から
- 王将物語
- ザ・ガードマン（再放送はMBSテレビでも実施）
- ☆水曜劇場
  - 時間ですよ
  - 寺内貫太郎一家（第2シリーズはMBSテレビで放送）他
- TBS木曜8時枠の連続ドラマ
  - 肝っ玉かあさん
  - ☆ありがとう（☆第4シリーズの途中よりMBSテレビに移行。再放送はMBSテレビでも実施）
- 不二家の時間（作品により再放送はMBSテレビでも実施）
  - ポパイ
  - オバケのQ太郎(旧)（朝日放送テレビではテレビ朝日制作の第3作も放送。日本テレビ制作の第2作は読売テレビで放送）
  - パーマン(旧)（朝日放送テレビではテレビ朝日制作の第2作も放送）
  - 怪物くん(旧)（朝日放送テレビではテレビ朝日制作の第2作も放送。日本テレビ制作実写ドラマ版は読売テレビで放送）
  - サインはV
  - アテンションプリーズ
  - 美しきチャレンジャー他
- エイトマン→スーパージェッター
- ビッグX
- 宇宙少年ソラン
- 冒険ガボテン島
- トムとジェリー（八代駿・藤田淑子の吹き替え版）
- 原始少年リュウ
- 星の子チョビン
- ウメ星デンカ
- サスケ
- 流星王子
- ☆日本一のおかあさん（制作がJNN各局持ち回りのため、関西地区での公開録画時は朝日放送テレビ→MBSテレビが制作していた）
- 赤い迷路（☆「赤いシリーズ」ではこの作品のみ放送）
- ☆鬼警部アイアンサイド（第4シリーズの途中より毎日放送に移行。朝日放送テレビでは同時ネットだったが、MBSテレビへの移行後は遅れネット）
- サンヨーテレビ劇場
  - 私は貝になりたい（大阪テレビが導入されたばかりのVTRで前半を収録し（後半は生放送）て、ビデオテープはTBSテレビが保管）
- 学校そば屋テレビ局
- ヤマハヤングジャンボリー
- ☆七人の刑事
- ☆夜明けの刑事
- 伊賀の影丸
- チャコちゃんシリーズ→☆ケンちゃんシリーズ（作品により再放送はMBSテレビでも実施）
- おくさまは18歳
- 特捜ズームイン!
- TWWAプロレス中継（1970年10月8日に大阪府立体育会館で行われた、日本初の金網デスマッチも放送）
- ☆中日クラウンズ（CBCテレビ制作、第15回まで制作協力）
- ばくはつ五郎
- キックの鬼
- 歴史はここに始まる
- SFドラマ 猿の軍団
- 日本沈没（テレビドラマ版）（再放送はMBSテレビでも実施）

他多数

## テレビ大阪開局前に放送されていた東京12チャンネル（現・テレビ東京）の番組
- ダメおやじ

TBS 系時代に、当時のローカルセールス枠だった日曜18:00 - 18:30枠で放送した。
- ヤンヤン歌うスタジオ

※土曜の朝に遅れネットで放送されていた。なおサンテレビと近畿放送（現・京都放送=KBS京都）では東京12chとリアルタイムで同時ネットで放送された。
- 忍者キャプター

## JNN離脱後のTBSの番組
- 冬のソナタ（韓国放送公社制作）

関東地方ではTBSが平日午前のドラマ再放送枠「奥さま劇場」で2007年1月から2月上旬にかけて放送。2007年1月から日本テレビ系列の福岡放送と福島中央テレビ、フジテレビ系列のテレビ新広島など、系列の異なる放送局に番販扱いで放送された。テレビ朝日系では朝日放送テレビの他に新潟テレビ21、瀬戸内海放送、熊本朝日放送、鹿児島放送、琉球朝日放送で放送された。2008年5 - 7月にはMBSテレビで再放送された。2010年1月からは読売テレビで再放送されている。
- ゆく年くる年（民放キー局持ち回り制作・民放連加盟全社で放送）

腸捻転解消後は1976 - 77年・1981 - 82年・1986 - 87年がTBS制作だった。
- '80年未来をこの手に!（TBS幹事により、びわ湖放送を除く民放連加盟82社共同制作で放送）
- 境界の彼方（京都アニメーション・ポニーキャニオン・ランティス・TBS制作）

TBSが制作に関与したUHFアニメ。関東地区ではTOKYO MXで、愛知県ではテレビ愛知（テレビ東京系）で放送された。朝日放送テレビでは「境界の彼方製作委員会」のみクレジットされ、上記参加各社の表示が省略された。
- 民放同時放送 一緒にやろう2020 大発表スペシャル（日本テレビ・テレビ朝日・TBSテレビ・フジテレビ・テレビ東京共同制作）

フジテレビを幹事に、2020年東京オリンピック共同企画として民放キー局5社が共同制作した番組。朝日放送テレビではテレビ朝日経由でネット受けした。

## 本社が大淀南のABCセンターにあった頃放送されていたネット番組
☆は福島区福島（ほたるまち）に移転してからも放送。★は腸捻転時TBS 系列時代に放送されていた番組。※は途中からMBSテレビへ移行した番組。△は腸捻転解消時MBSテレビから移行して来た番組。○は現在放送中の番組
- ☆ANNニュース△○
- モーニングショー△→☆スーパーモーニング
- アフタヌーンショー△→この秋一番!→なうNOWスタジオ→新・アフタヌーンショー→布施明のグッDAY→どこまで笑うの!?→欽ちゃんのどこまで笑うの!?→欽どこTV!!→お昼のマイテレビ→ホットライン110番→森田健作の熱血テレビ→女38歳気になるテレビ→お昼の独占!女の60分→人間探検!もっと知りたい!!→ザ・ニュースキャスター→まっ昼ま王!!→キンキンのとことん好奇心→☆ワイド!スクランブル○
- 13時ショー△→☆徹子の部屋○
- ☆おかずのクッキング△○
- ANNニュースレーダー→ニュースシャトル→600ステーション→ステーションEYE→☆スーパーJチャンネル○
- ニュースステーション→☆報道ステーション○
- ☆スーパー戦隊シリーズ○
- ☆ワールドプロレスリング△○
- ☆土曜ワイド劇場（月1回は朝日放送テレビ制作）○
- ☆日曜洋画劇場△
- どーする!?TVタックル→☆ビートたけしのTVタックル○
- ☆ロンドンハーツ○
- ☆『ぷっ』すま○
- ☆いきなり!黄金伝説。○
- ☆水曜9時枠刑事ドラマ○
- ☆木曜ミステリー○
- ☆木曜9時枠ドラマ（『フジ三太郎』は朝日放送テレビと共同制作）○
- ☆ミュージックステーション○
- ☆朝まで生テレビ!○
- ☆題名のない音楽会△○
- ★3時にあいましょう※
- ★東芝日曜劇場（TBSテレビ・朝日放送テレビ・北海道放送・CBCテレビ・RKB毎日放送が持ち回りで制作）※
- ★8時だョ!全員集合※
- ★ナショナル劇場※
- ★愛の劇場※（朝日放送テレビ時代は時差ネット）
- ★水曜劇場※（『時間ですよ』、『寺内貫太郎一家』）
- ★TBS木曜8時枠の連続ドラマ※（『肝っ玉かあさん』、『ありがとう』）
- ★金曜ドラマ※
- ★CBC制作昼の連続ドラマ※
- ★キイハンター→アイフル大作戦→バーディー大作戦※(47話までは朝日放送テレビでネット→48話からはMBSテレビへ)
- ★ウルトラシリーズ
  - ★ウルトラQ
  - ★ウルトラマン
  - ★ウルトラセブン
  - ★帰ってきたウルトラマン
  - ★ウルトラマンA
  - ★ウルトラマンタロウ
  - ★ウルトラマンレオ
- ★ブラザー劇場※
- ★JNNニュース※
- ★JNNニュースコープ※
- ★8時の空※
- ★ポーラテレビ小説※
- ★モーニングジャンボ奥さま8時半です※
- ★ロッテ歌のアルバム※
- ★TBS歌謡曲ベストテン
- ★TBS歌のグランプリ
- ★輝く!日本レコード大賞※
- 怪物くん（新）
- パーマン（新）
- ☆ドラえもん（テレビアニメ第2作第1期）→ドラえもん（テレビアニメ第2作第2期）○
- サイボーグ009（第2作）
- ☆クレヨンしんちゃん○
- 美少女戦士セーラームーンシリーズ
- キューティーハニーF
- 魔法使いサリー（第2作）
- 勇者ライディーン
- 一休さん
- 正義のシンボル コンドールマン
- ☆金曜ナイトドラマ（ただし、朝日放送テレビでは時差ネット）○
- ナショナルゴールデン劇場△
- 木曜10時枠（『非情のライセンス』第2シリーズの途中から）△
- 火曜9時枠（『破れ傘刀舟悪人狩り』の途中から）△
- 水曜9時枠時代劇『鬼平犯科帳』から）△
- 遠山の金さん（杉良太郎版から）
- 暴れん坊将軍
- 長七郎天下ご免!
- 西部警察
- 特別機動捜査隊△→特捜最前線
- ★夜明けの刑事※
- ★ザ・ガードマン
- ★おくさまは18歳
- 秘密戦隊ゴレンジャー（朝日放送テレビでは先行ネット）
- ★家族そろって歌合戦※
- ★ヤング720（土曜日版は、朝日放送テレビ制作）
- ★とってもシアワセ（朝日放送テレビ時代は火曜19:30から時差ネット。ネット途中で移転）
- ★窓からコンチワ（朝日放送テレビ時代は火曜19:30から時差ネット）
- ★こりゃまた結構（朝日放送テレビ時代は火曜19:30から時差ネット）
- ★お笑い頭の体操（朝日放送テレビ時代は火曜19:30から時差ネット）※
- クイズタイムショック△（但し、2008年6月24日放送分の『超タイムショック』スペシャル版で、☆（福島（ほたるまち）に移転時も放送した。）
- みごろ!たべごろ!笑いごろ!
- 欽ちゃんのどこまでやるの!?
- あばれはっちゃくシリーズ（朝日放送テレビでは先行ネット）
- ビートたけしのスポーツ大将
- たけし軍団!ヒット&ビート
- はなきんデータランド
- 邦子と徹のあんたが主役
- さんまのナンでもダービー
- 名古屋テレビ制作アニメ
- 広島平和記念式典中継（年度によりTBS系時代は中国放送制作分を、テレビ朝日系へのネットチェンジ後は広島ホームテレビ制作分を放送）

その他多数

## フィラー前ショッピング番組
基本的にエビシーが登場するクロージングジャンクションが放送された後に流れ、テレショップ番組終了後にすぐにフィラーが放送される。
ただし日曜深夜から月曜未明までの時間帯など、大規模なメンテナンスが必要な時や、翌日付開始までの時間的な余裕がない時はテレショップが省略される場合もある。
- ショップジャパン（オークローンマーケティング提供。朝日放送テレビのホームページの番組表では「OLMショッピング」と掲載されている。）
- 3つ星ショッピング（毎週月・火・水・金曜日深夜に放送。）
- 終了したショッピング番組
  - おおきにGoodチョイス!（デジタルダイレクト提供。主に前述の『3つ星ショッピング』とセットで放送される事が多かった。2009年9月29日放送終了。）
  - ヤマダデンキテレビショッピング - 2006年9月から全国に先駆けて、北海道地方と同時期に深夜帯で放送開始。その後2007年1月から全国展開になるも、短期間の間に終了した。

## フィラー番組
- GAKUON（下埜正太出演によるミュージッククリップ番組。概ね平日3時台の通販番組終了後12分間放送）
- エンタの扉（通販番組終了後、放送上の翌日付開始となる4時台までに時間的な余裕がある時に、ABCテレビ・ラジオが主催する音楽・文化・芸術イベントの紹介VTRを繰り返し放送する）
※深夜フィラーは1995年夏ごろから開始され、スタート当初は通販番組終了後、クロージングジャンクションを放送してから、お天気カメラ（大抵は旧社屋のあった大阪タワー展望台、ないしは中之島の朝日新聞大阪本社のもの）を放送していたが、その後は気象情報をザ・シンフォニーホールで予定されるクラシックコンサートの告知字幕とその演奏家の関連音楽テープをBGMに繰り返し放送していた。